# 香港都会大学
香港都会大学（ホンコンとかいだいがく、英語: Hong Kong Metropolitan University、公用語表記: 香港都會大學）は、 香港九龍城区何文田に本部を置く香港の公立大学。1989年創立、1997年大学設置。大学の略称は都大（英語: HKMU）。
現在の学長は林群声。学生数約20,000人。

## 概要

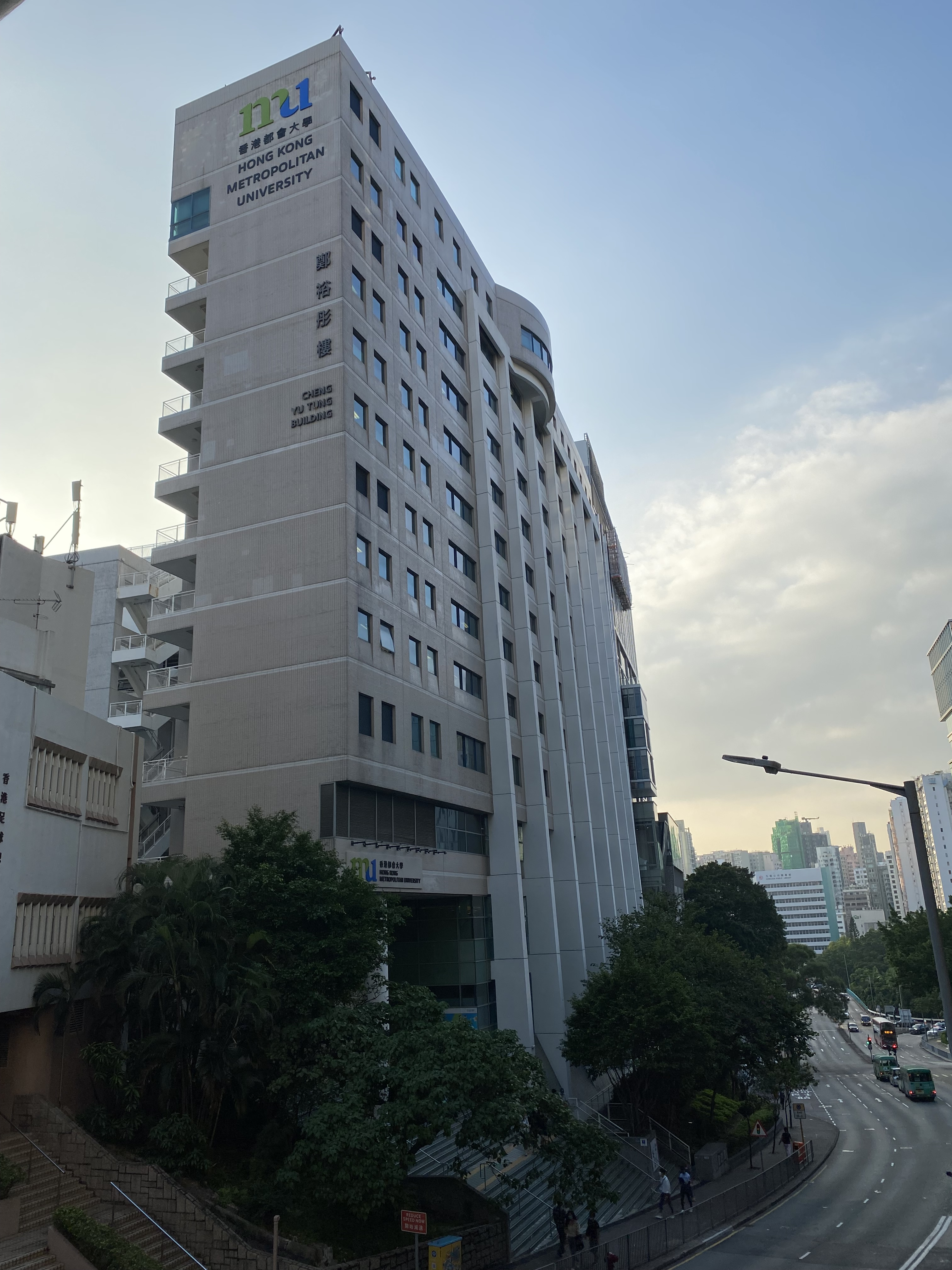
香港都会大学

旧名は香港公開進修学院（The Open Learning Institute of Hong Kong、OLI）、香港公開大学（The Open University of Hong Kong、OUHK）。通信教育と面接授業を行っている公立大学である。
教育対象は香港地域のみであり、それ以外の地域・国では、都大の教育を受けることはできない。毎週日曜日の午前中には、地元放送局であるTVB（無綫電視）の明珠台で、テレビ視聴による講義を行っている。
学費はクレジットカードで払える。

## キャンパス・施設
- 本部校園（本部キャンパス） - 九龍城何文田に所在
  - 正校校園（Main Campus, MC）
    - A座 鄭裕彤楼 - 佛光街に面する
    - B座 - 牧愛街に面する
    - C座 郭得勝楼 - 佛光街に面する

  - 賽馬会校園（Jockey Club Campus, JCC） - 公主道と忠孝街に面する
  - 賽馬会健康護理学院（Jockey Club Institute of Healthcare, IOH） - 常盛街と佛光街に面する
- 葵興校園（KHC） - 新界葵涌葵昌路
- 茘景校園（OCC） - 新界葵涌茘景山路
- 深圳辦事處（深圳事務所） - 中国広東省深圳市に所在

## 教育研究部局

### 学院
学部課程・大学院課程を含む。
- 人文社会科学院
- 李兆基商業管理学院
- 科技学院
- 護理及健康学院（看護・健康学院）
- 公開進修学院
- 李嘉誠専業進修学院

### 研究センター
- 創新科技与持続発展研究所（イノベーション及びサステナブル・ディベロップメント研究所）
- 公共及社会政策研究所（公共・社会政策研究所）
- 開放及創新教育研究所（公開・イノベーション教育研究所）
- 双語教学研究所（バイリンガル教育研究所）
- 国際商業及管治研究所（国際商業・ガバナンス研究所）
- 数碼文化与人文学科研究所（デジタル文化・人文学研究所）
- 田家炳中華文化中心（田家炳中華文化センター）